# Behexen
Behexen este o formație finlandeză de black metal, întemeiată în 1994. Membrii componenți au adoptat stilul tradițional black metal, incorporând elemente brutale (cunoscătorii genului îl numesc raw black metal). Primul lor album a fost Rituale Satanum, lansat în anul 2000 și a fost urmat în 2004 de către By the Blessing of Satan. În 2005 au fost în turneu cu Archgoat.

## Ideologia
Behexen adoptă un stil imagistic extrem și versuri cu teme satanice, vocalistul Hoath Torog declarându-se el însuși ca fiind satanist. Torog a explicat într-un interviu ulteriori lansării albumului Nightside Emanations că aBehexen este un instrument magic și sursa prin care vocea zeilor este auzită, și funcționează ca intermediar pentru emanațiile distructive eliberate asupra lumii. Călătoria noastră a durat aproape 20 de ani și am trecut prin multe etape, dar astăzi templul nostru strălucește sub lumina zeului mai tare ca oricand”. Când vine vorba de influențele pe care formația Behexen le-a folosit, Hoath a vorbit pe scurt despre faptul că tot ce este ezoteric și exoteric în mediul înconjurător ne inspiră... cărți, religii, magie, moarte, muzica... tot ce aud, văd și experimentez ne hrănește inspirația. Sunt influențat de propria viață și de experiențele din ocult. Magia neagră este o parte comprehensivă a vieții mele, deci este logic că inspirația mea provine de acolo”. Numele original al formației Behexen, Lords of the Left Hand, a fost inspirat de către melodia cu același nume a lui Samhain.

## Discografie

### Albume
- 2000: Rituale Satanum
- 2004: By the Blessing of Satan
- 2008: From the Devil's Chalice
- 2008: My Soul for His Glory
- 2012: Nightside Emanations
- 2016: The Poisonous Path

### Demo-uri/Extended play-uri
- 1995: Reality Is in Evil...
- 1997: Eternal Realm
- 1998: Blessed Be the Darkness
- 2004: Behexen & Horna
- 2008: Behexen & Satanic Warmaster
- 2009: From the Devil's Chalice

## Membri
- Hoath Torog - Vocale (Sargeist)
- Shatraug - chitară (Horna, Sargeist)
- Wraath - chitară (Celestial Bloodshed, One Tail, One Head)
- Lord Sargofagian - chitară bas (Baptism)
- Horns - Tobe (Sargeist)

### Foști membri
- Lunatic - chitară bas (1998–2004) (Wolfthrone)
- Veilroth - chitare (1999–2004) (Calvarium (Fin), ex-Alghazanth, ex-Funeris Nocturnum)
- Gargantum - chitară (1998–2009)
- Reaper - chitare, chitară bas (1996–1998, 2004–2009)

## Legături externe
- Behexen Site Oficial